# Wölzerbach
Der Wölzerbach ist ein linker Nebenfluss der Mur in der Steiermark, Österreich.

## Verlauf
Der Wölzerbach entsteht durch den Zusammenfluss von Eselsbergbach und Hintgereggerbach bei Winklern bei Oberwölz. Er durchfließt die bewaldeten südlichen Ausläufer der Rottenmanner und Wölzer Tauern in ostsüdöstlicher Richtung. Im Süden sind die höchsten Erhebungen Geierbichl (1647 m) und Pleschaitz (1797 m), nach Norden steigt das Tal zu Buchen (1315 m), Dürnberg (1544 m) und Brandnerkogel (1364 m) an.

## Nebenbäche
Das gesamte Einzugsgebiet des Wölzerbaches mit Eselsbergbach und Hintereggerbach beträgt 228,14 Quadratkilometer. Die größten Nebenbäche sind:

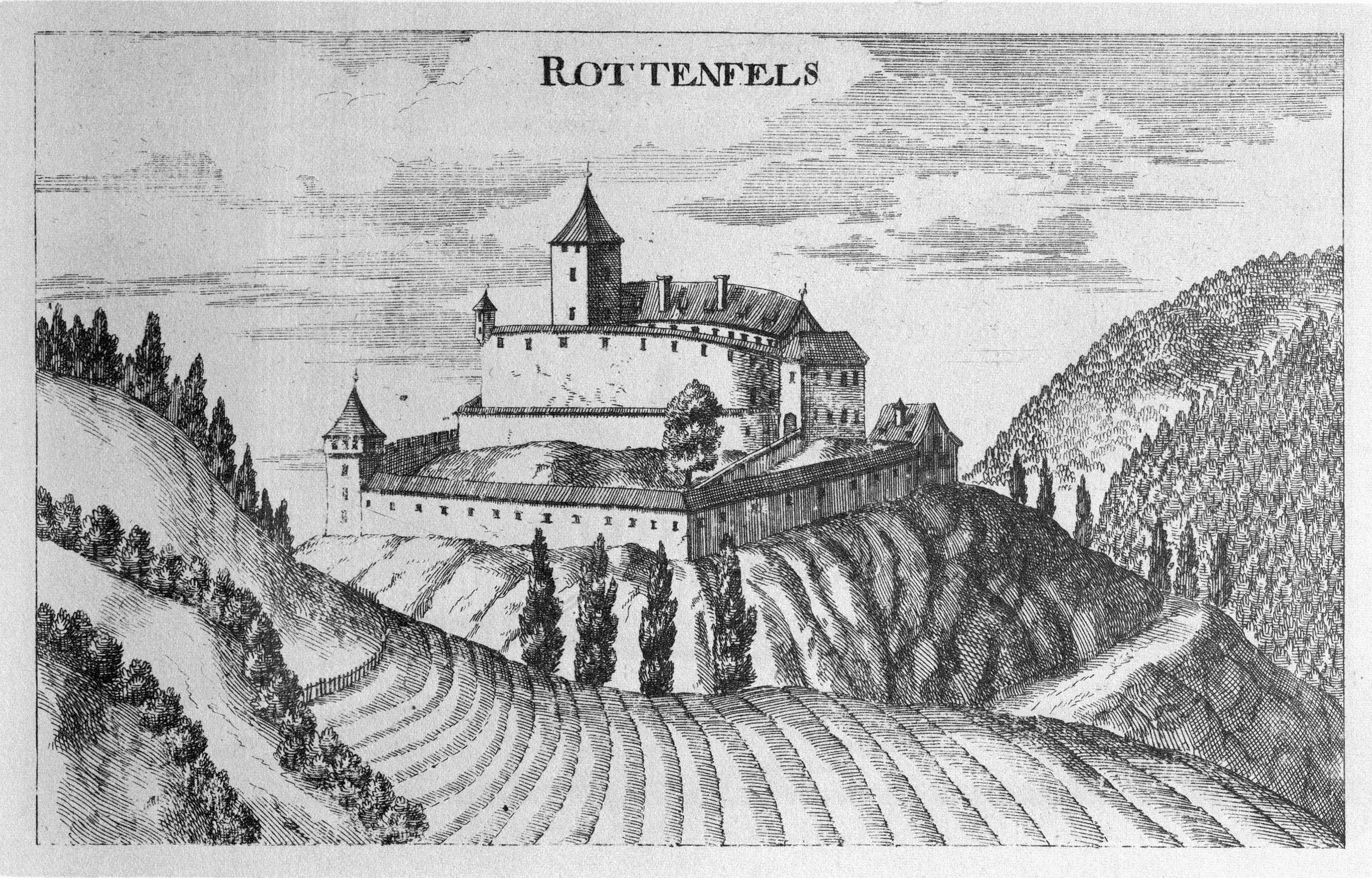
Burg Rothenfels (Vischer, 1681)

| Name              | Mündungsseite | Mündungsort                  | Einzugsgebiet in km² |
| ----------------- | ------------- | ---------------------------- | -------------------- |
| Eselsbergbach     | links         | Winklern bei Oberwölz        | 29,42                |
| Hintereggerbach   | rechts        | Winklern bei Oberwölz        | 43,75                |
| Hinterburger Bach | rechts        | vor Oberwölz                 | 02,02                |
| Schröttlbach      | links         | Oberwölz                     | 70,83                |
| Schönberger Bach  | links         | zwischen Raiming und Pachern | 21,80                |

## Besiedlung des Wölztals
Die ersten Funde im Wölztal stammen aus der Bronze- und Eisenzeit (1000 bis 800 vor Christus) und bestehen aus Schmuckstücken und Bruchstücken eines verzierten Lanzenmessers. In der Zeit der römischen Besiedlung war Oberwölz ein zentraler Verkehrsknotenpunkt für die Überquerung der Niederen Tauern über die beiden Pässe Sölkpass und Glattjoch. Eine Römerstraße führte von Katsch über Althofen, St. Peter am Kammersberg und Feistritz zum Sölkpaß ins Ennstal. Eine frühe Christianisierung bezeugt die auf dem Glattjoch entdeckte Kapelle aus der Zeit um das Jahr 1000. Auf eine dritte Besiedlung vom 6. bis zum 8. Jahrhundert durch Slawen deuten die Ortsbezeichnungen für Oberwölz Uelica, Veliza, Veliz, Verlze, Welze, Weltz und Welz hin. Nach hundert Jahren wurden die slawischen Bewohner von den Awaren bedrängt und wandten sich an den bayerischen Herzog Odilo II. Dieser bannte die slawische Bedrohung, begründete jedoch die Abhängigkeit von Bayern. Ein Urbar von 1160 beschreibt die Besitzungen und nennt 102 Huben und mehrere Mühlen und Gastwirtschaften.
Die Burg Rothenfels wurde erstmals 1007 in einer Schenkungsurkunde an die Bischöfe von Freising urkundlich erwähnt. Bis 1803 war sie Hauptsitz der Verwaltung der Umgebung.
Eine Gewölbekonsole in der Filialkirche St. Sigismund in Oberwölz mit dem Porträt des Baumeisters Hans Jersleben bezeugt das Vollendungsdatum 1430.

## Sonstiges
Im Jahr 2009 wurde rund um die Burg Rothenfels ein drei Kilometer langer Rundwanderweg geschaffen. Zehn Stationen zeigen überlebensgroße Skulpturen zu Sagen aus dem Wölztal.